# Gran Premio di Monaco 1930
Il Gran Premio di Monaco 1930 si è svolto il 6 aprile 1930 sul Circuito di Monaco a Monte Carlo. È stata la seconda edizione del Gran Premio di Monaco.

## Resoconto della gara
La gara si è disputata su 100 giri del circuito cittadino di Monaco, per una distanza totale di 318,0 km. La pole position è stata assegnata per sorteggio a William Grover-Williams su Bugatti. Il giro più veloce in gara è stato realizzato da René Dreyfus su Bugatti con un tempo di 2 minuti e 7 secondi. La competizione è stata vinta da René Dreyfus, seguito da Louis Chiron e Guy Bouriat, tutti su Bugatti. La gara è stata caratterizzata da alcune polemiche riguardanti presunte manipolazioni dei risultati.

## Piloti e scuderie
| Nº | Pilota                  | Team                       | Costruttore    | Telaio               | Motore |
| -- | ----------------------- | -------------------------- | -------------- | -------------------- | ------ |
| 2  | Max Arco-Zinneberg      | Privato                    | Mercedes-Benz  | Mercedes-Benz SSK    | 7.1 L6 |
| 4  | Rudolf Caracciola       | Privato                    | Mercedes-Benz  | Mercedes-Benz SSK    | 7.1 L6 |
| 6  | Ernst Günther Burgaller | Team Bugatti tedesco       | Bugatti        | Bugatti T37A         | 1.5 L4 |
| 8  | Hans Stuck              | Privato                    | Austro-Daimler | Austro-Daimler ADM-R | 3.6 L6 |
| 10 | Emil Frankl             | Privato                    | Steyr          | ?                    | 4.5 L6 |
| 12 | Georges Bouriano        | Privato                    | Bugatti        | Bugatti T35B         | 2.3 L8 |
| 14 | Juan Zanelli            | Privato                    | Bugatti        | Bugatti T35B         | 2.3 L8 |
| 16 | Guy Bouriat             | Automobiles Ettore Bugatti | Bugatti        | Bugatti T35C         | 2.0 L8 |
| 18 | Louis Chiron            | Automobiles Ettore Bugatti | Bugatti        | Bugatti T35C         | 2.0 L8 |
| 20 | Michel Doré             | Privato                    | Bugatti        | Bugatti T37A         | 1.5 L4 |
| 22 | René Dreyfus            | Ecurie Friederich          | Bugatti        | Bugatti T35B         | 2.3 L8 |
| 24 | Philippe Étancelin      | Privato                    | Bugatti        | Bugatti T35C         | 2.0 L8 |
| 26 | Marcel Lehoux           | Privato                    | Bugatti        | Bugatti T35B         | 2.3 L8 |
| 28 | William Grover-Williams | Automobiles Ettore Bugatti | Bugatti        | Bugatti T35C         | 2.0 L8 |
| 30 | Bobby Bowes             | Privato                    | Frazer Nash    | ?                    | 1.5 L4 |
| 32 | Luigi Arcangeli         | Officine Alfieri Maserati  | Maserati       | Maserati 26B         | 2.1 L8 |
| 34 | Baconin Borzacchini     | Officine Alfieri Maserati  | Maserati       | Maserati 26B         | 2.0 L8 |
| 36 | Clemente Biondetti      | Scuderia Materassi         | Talbot         | Talbot 700           | 1.5 L8 |
| 38 | Edmond Bourlier         | Scuderia Materassi         | Talbot         | Talbot 700           | 1.5 L8 |
| 40 | Enzo Ferrari            | Scuderia Ferrari           | Alfa Romeo     | Alfa Romeo P2        | 2.0 L8 |
| 42 | Goffredo Zehender       | Privato                    | Bugatti        | Bugatti T35B         | 2.3 L8 |
| 44 | Veličkovič              | Privato                    | Bugatti        | Bugatti T37A         | 1.5 L4 |
| 46 | Hans Stuber             | Privato                    | Bugatti        | Bugatti T35C         | 2.0 L8 |
| ?  | Giuseppe Campari        | Scuderia Ferrari           | Alfa Romeo     | Alfa Romeo P2        | 2.0 L8 |

## Risultati

### Griglia di partenza
La griglia di partenza fu decisa tramite sorteggio. William Grover-Williams estrasse la pole position.
|         | Interno                 | Centro               | Esterno                      |
| ------- | ----------------------- | -------------------- | ---------------------------- |
| 1a fila | Grover-Williams Bugatti | Borzacchini Maserati | Stuber Bugatti               |
| 2a fila | Bouriat Bugatti         | Chiron Bugatti       | Zanelli Bugatti              |
| 3a fila | Lehoux Bugatti          | Zehender Bugatti     | Doré Bugatti                 |
| 4a fila | Dreyfus Bugatti         | Arcangeli Maserati   | Étancelin Bugatti            |
| 5a fila | Biondetti Talbot        | Stuck Austro-Daimler | Arco-Zinneberg Mercedes-Benz |
| 6a fila | Bouriano Bugatti        | Burgaller Bugatti    | ×                            |

### Gara
| Pos | Nº | Pilota                  | Costruttore          | Giri | Tempo/Ritiro            | Griglia |
| --- | -- | ----------------------- | -------------------- | ---- | ----------------------- | ------- |
| 1   | 22 | René Dreyfus            | Bugatti T35B         | 100  | 3:41:02.6               | 10      |
| 2   | 18 | Louis Chiron            | Bugatti T35C         | 100  | +23.8                   | 5       |
| 3   | 16 | Guy Bouriat             | Bugatti T35C         | 100  | +8:17.8                 | 4       |
| 4   | 42 | Goffredo Zehender       | Bugatti T35B         | 100  | +10:37.0                | 8       |
| 5   | 20 | Michel Doré             | Bugatti T37A         | 100  | +31:04.0                | 9       |
| 6   | 46 | Hans Stuber             | Bugatti T35C         | 94   | Carburatore/bandiere    | 3       |
| Rit | 14 | Juan Zanelli            | Bugatti T35B         | 92   | Meccanica               | 6       |
| Rit | 6  | Ernst Günther Burgaller | Bugatti T37A         | 62   | Motore                  | 17      |
| Rit | 24 | Philippe Étancelin      | Bugatti T35C         | 60   | Tubo del carburante     | 12      |
| Rit | 26 | Marcel Lehoux           | Bugatti T35B         | 47   | Asse posteriore         | 7       |
| Rit | 8  | Hans Stuck              | Austro-Daimler ADM-R | 31   | Frizione, freni         | 14      |
| Rit | 28 | William Grover-Williams | Bugatti T35C         | 29   | Meccanica               | 1       |
| Rit | 32 | Luigi Arcangeli         | Maserati 26B         | 29   | Differenziale           | 11      |
| Rit | 36 | Clemente Biondetti      | Talbot 700           | 14   | Meccanica               | 13      |
| Rit | 12 | Georges Bouriano        | Bugatti T35B         | 14   | Sterzo                  | 16      |
| Rit | 34 | Baconin Borzacchini     | Maserati 26B         | 13   | Freni, incidente        | 2       |
| Rit | 2  | Max Arco-Zinneberg      | Mercedes-Benz SSK    | 1    | Incidente               | 15      |
| DNS | 4  | Rudolf Caracciola       | Mercedes-Benz SSK    |      | Escluso                 |         |
| DNS | 30 | Bobby Bowes             | Frazer Nash          |      | Escluso                 |         |
| DNA | 10 | Emil Frankl             | Steyr                |      | Non apparso             |         |
| DNA | 38 | Emil Bourlier           | Talbot 700           |      | Partecipazione ritirata |         |
| DNA | 40 | Enzo Ferrari            | Alfa Romeo P2        |      | Non apparso             |         |
| DNA | 44 | Veličkovič              | Bugatti T37A         |      | Non apparso             |         |
| DNA | ?  | Giuseppe Campari        | Alfa Romeo P2        |      | Non apparso             |         |